# Gel de duș

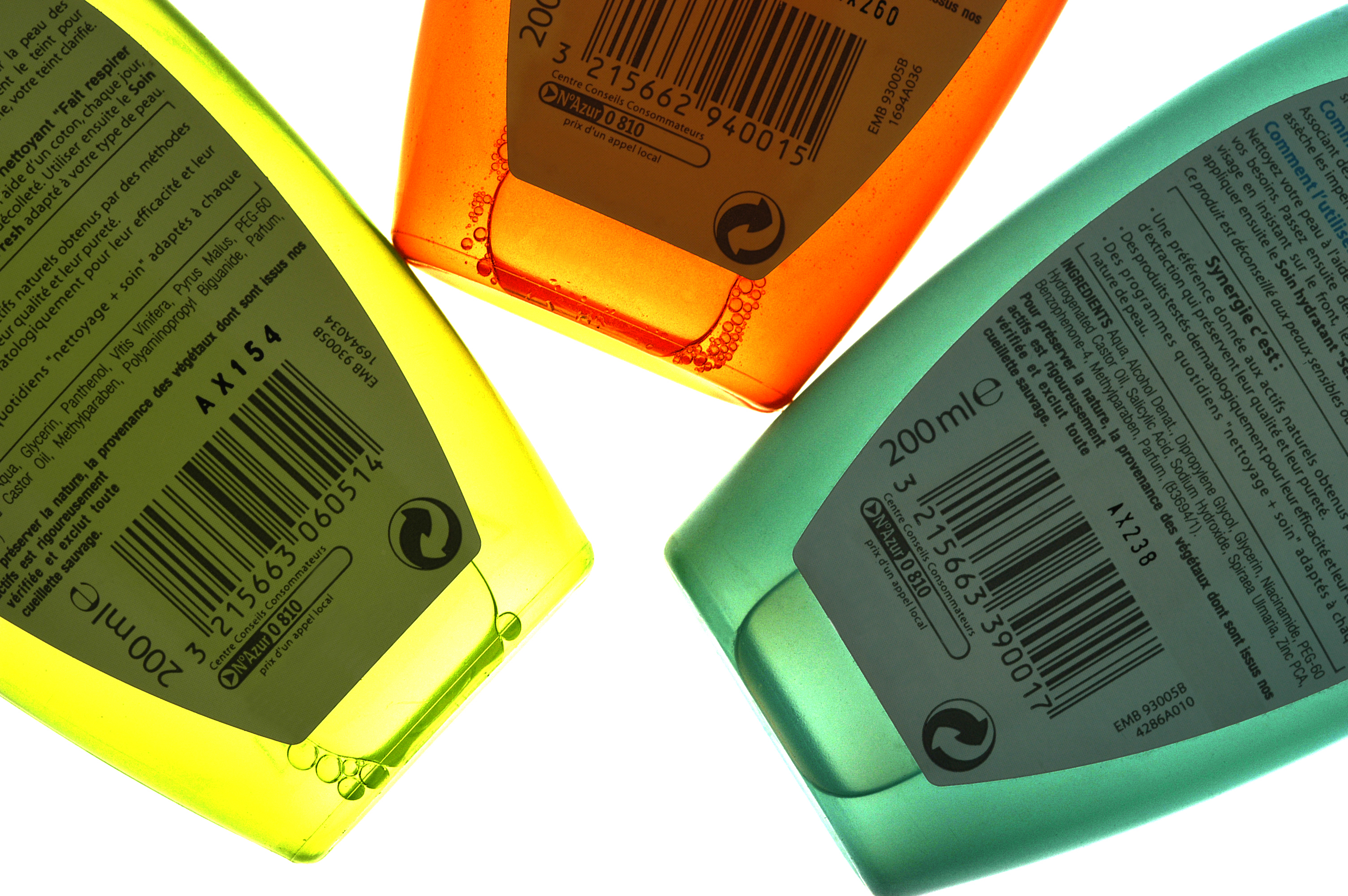
Flacoane cu gel de duş.

Gelul de duș este un produs de îngrijire personală asemănător cu săpunul lichid. Este utilizat pentru a curăța corpul în timpul dușului. Multe persoane folosesc gelul de duș, deoarece produsul este mai ușor de utilizat decât săpunul solid și nu lasă reziduuri în cabina de duș.

## Proprietăți
Gelul de duș se regăsește sub diverse forme, culori și arome; există și produse concepute pentru gusturile masculine. De asemenea mai sunt geluri de duș aromoterapeutice pentru a reduce stresul, de a promova un somn mai odihnitor, sau creșterea nivelului de energie. Există și geluri de duș speciale pentru persoanele cu pielea foarte uscată sau sensibilă, precum și geluri de duș cu ulei de avocado, unt de Shea, proteine din lapte și alte ingrediente populare de îngrijire a pielii.